# Обласна рада
Обласна рада — орган місцевого самоврядування, що представляє спільні інтереси територіальних громад, сіл, селищ і міст у межах повноважень, визначених Конституцією України, Законом України «Про місцеве самоврядування в Україні», іншими законами, а також повноважень, переданих їй сільськими, селищними, міськими радами.
Діяльність обласної ради ґрунтується на колективному вільному обговоренні й вирішенні питань, віднесених до її компетенції, законності, гласності, правової, організаційної та матеріально-фінансової самостійності в межах повноважень, визначених Законом України «Про місцеве самоврядування в України» та іншими законами, відповідальності та звітності перед радою уповноважених нею органів, обраних чи призначених посадових осіб, широкому залученні громадян до управління суспільними справами, реалізації волі виборців через депутатів і безпосередню їхню участь у формуванні і діяльності ради, взаємодії з трудовими колективами, політичними партіями та громадськими організаціями, іншими органами місцевого самоврядування, дотриманні принципу поєднання місцевих і державних інтересів.
Обласна рада вважається правочинною за умови обрання не менш як двох третин депутатів від її загального складу.
У разі, якщо до ради обрано менше двох третин її складу, до обрання необхідної кількості депутатів продовжує здійснювати повноваження рада попереднього скликання.
У разі дострокового припинення повноважень окремих депутатів, внаслідок чого до складу обласної ради входить менш як дві третини депутатів, до обрання необхідної кількості депутатів рада вважається правочинною за наявності більше половини депутатів від її загального складу.